# Hidrogénezés

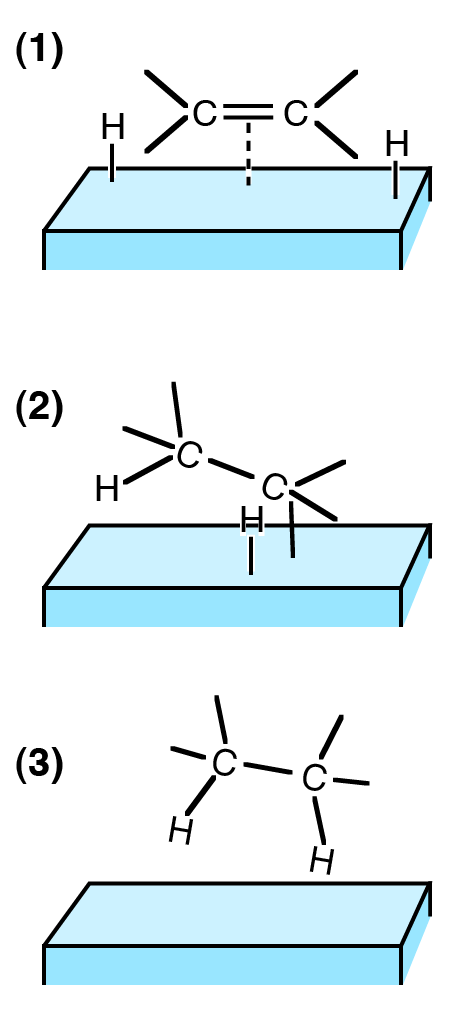

A hidrogénezés – hidrogénnel történő kezelés – a molekuláris hidrogén (H2), valamint egy másik vegyület vagy elem között – általában katalizátor, például nikkel, palládium vagy platina jelenlétében – végbemenő kémiai reakció. Ezt a reakciót gyakran alkalmazzák szerves vegyületek redukálásra vagy telítésére. A folyamat során jellemzően két hidrogénatom épül be a molekulába, ez utóbbi gyakorta valamilyen alkén. A reakció gyakorlati hasznosításához katalizátorok szükségesek, nem katalitikus hidrogénezés csak nagyon magas hőmérsékleten játszódik le. A hidrogénezés redukálja a szénhidrogének kettős és hármas kötéseit.

## A folyamat
A hidrogénezési reakcióhoz három anyag szükséges: a telítetlen szubsztrát, a hidrogén (vagy hidrogénforrás), és minden esetben szükséges katalizátor is.
A redukciós reakció a szubsztráttól és a katalizátor aktivitásától függően különböző hőmérsékletet és nyomást igényel.

### Rokon vagy versengő reakciók
A hidrogénezéshez felhasznált katalizátor és reakciókörülmények a cisz-alkének transz-alkénné történő izomerizációjához is vezethetnek. Ennek azért nagy a jelentősége, mert az élelmiszerekben a legtöbb transz-zsírsavat a hidrogénezési eljárások hozzák létre (lásd alább). A kötéshasadással együtt járó hidrogénaddíciós reakciókat hidrogenolízisnek nevezzük. A hasítás bekövetkezhet szén–szén vagy szén–heteroatom (oxigén, nitrogén vagy halogén) kötésnél. A poláris kötések hidrogénezését némely esetben hidrogenolízés is kísérheti.

### A hidrogén forrása
A hidrogénezéshez az egyik lehetséges hidrogénforrás maga a hidrogéngáz (H2), amely kereskedelmi forgalomban általában gázpalackban kapható. A hidrogénezés folyamata során gyakran 1 atmoszféránál nagyobb H2 nyomást használnak, ezt a gázpalackból nyerik, esetenként gázpumpát is használnak. A gáz halmazállapotú hidrogént iparilag szénhidrogénekből állítják elő a gőzreformálás során. A hidrogén számos esetben donormolekulából – például hangyasav, izopropanol, dihidroantracén – származik, amely a folyamat során dehidrogéneződik (és az előbbi példákból rendre szén-dioxid, aceton és antracén keletkezik). Ez a folyamat a transzferhidrogénezés.

### Szubsztrátok
Az alkének és alkinek – mind homogén, mind heterogén katalízissel történő – hidrogénezésének fontos sajátsága, hogy a hidrogén addíciója „szin addíció”, melynek során a hidrogén a legkevésbé gátolt irányból lép be a molekulába. Ilyen reakció számos különböző funkciós csoporttal végbemehet.

### Katalizátorok
Ritka kivételektől eltekintve fémkatalizátorok hiányában a H2 nem reagál a szerves vegyületekkel. A telítetlen szubsztrát kemiszorbeál a katalizátoron, annak felületét nagyrészt beborítva. A heterogén katalizátorokkal a hidrogén felületi hidrideket (M−H) képez, amelyből a hidrogén átvihető a kemiszorbeált szubsztrátra. A platina, palládium, ródium és ruténium rendkívül aktív katalizátorok, amelyek már alacsonyabb hőmérsékleten és kisebb H2 nyomáson működnek. Gazdaságosabb alternatívaként nemesfém helyett más, főként nikkel alapú katalizátorokat is kifejlesztettek (ilyen például a Raney-nikkel és az Urushibara-nikkel), de ezekkel a reakció gyakran lassabban megy végbe vagy magasabb hőmérsékletet igényel: kompromisszumot kell kötni az aktivitás (a reakció sebessége) és a katalizátor, valamint a nagy nyomást igénylő készülék költsége között. Vegyük észre, hogy a Raney-nikkellel katalizált hidrogénezési reakció nagy nyomást igényel.
A katalizátorokat általában két nagy osztályba sorolják: homogén katalizátorok és heterogén katalizátorok. A homogén katalizátorok oldódnak a telítetlen szubsztrátot tartalmazó oldószerben. A heterogén katalizátorok szilárd anyagok, amelyeket a szubsztrát oldószerében szuszpendálnak vagy a gáz halmazállapotú szubsztráttal hozznak érintkezésbe.

#### Homogén katalizátorok
Az alábbiakban néhány jól ismert homogén katalizátort sorolunk fel. Ezek olyan koordinációs komplexek, amelyek mind a telítetlen szubsztrátot, mind a H2-t aktiválják. Ezek legjellemzőbben platinacsoportbeli fémek, elsősorban Rh és Ir komplexei.

A homogén fázisú hidrogénezés katalizátorai és azok prekurzorai
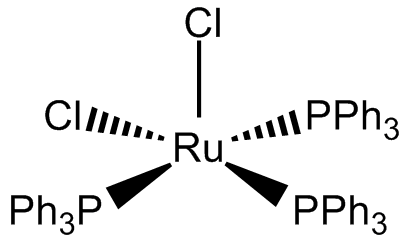
A diklórtrisz(trifenilfoszfin)ruténium(II) ruténium alapú prekatalizátor
A Crabtree-katalizátor nagy aktivitású, irídiumot tartalmazó katalizátor
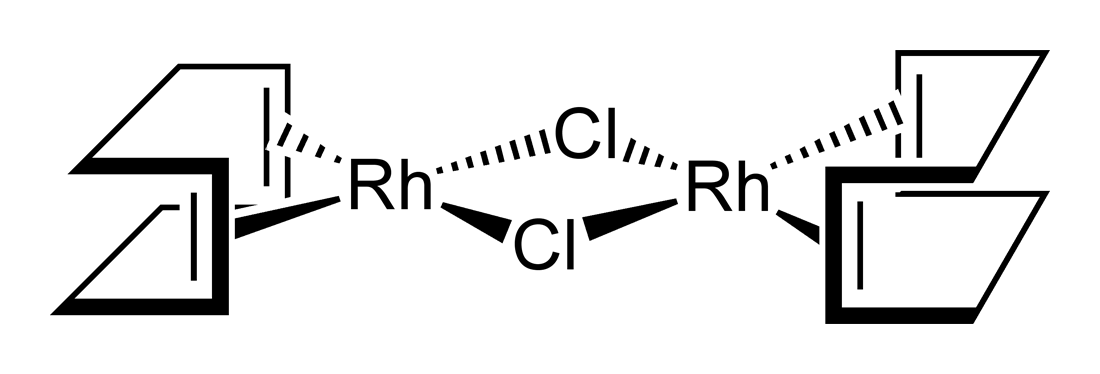
A Rh2Cl2(cod)2 több homogén fázisú katalizátor prekurzora
A (S)-iPr-PHOX jellegzetes, az aszimmetriás hidrogénezési reakciókban használatos kelátképző foszfin ligandum

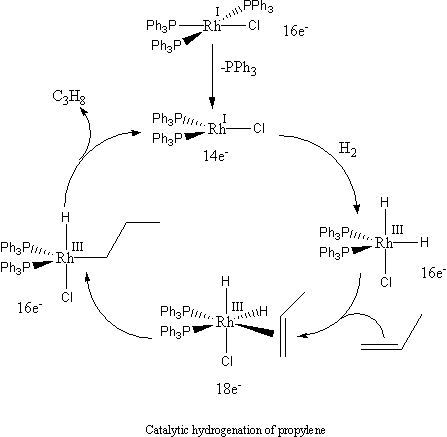
A propilén hidrogénezése Wilkinson-katalizátorral

Homogén katalizátorokat az aszimmetriás szintézisekben is alkalmaznak, a prokirális szubsztrátok hidrogénezésekor. Ezen eljárás egy korai megvalósítása volt az enamid prekurzorok Rh-katalizátorok mellett történő hidrogénezése, mellyel az L-DOPA gyógyszerhatóanyagot nyerték. Az aszimmetriás redukciót úgy érték el, hogy a katalizátort előtte difoszfin ligandumokkal királissá tették. Az S-metolaklór nevű herbicid előállítását is ródium katalizátoros, úgynevezett Josiphos ligandummal (kereskedelmi néven Xyliphos) történő hidrogénezéssel végzik. Elméletileg az aszimmetriás hidrogénezéshez királis heterogén katalizátor is alkalmazható, de ez a lehetőség inkább csak érdekesség, semmint valós technológia.

#### Heterogén katalizátorok
Az ipari hidrogénezési reakcióknál gyakoribbak a heterogén katalizátorok. Az iparban a drága, főként nemesfém hidrogénező katalizátorokat oldatból leválasztott finom por formájában viszik fel a hordozóra, amely olcsó, porózus, többnyire szemcsés anyag, például aktív szén, alumínium-oxid, kalcium-karbonát vagy bárium-szulfát. Például a platina/szén katalizátor úgy készül, hogy a hexakloro-platina(IV)-savat szénen in situ redukálják. Ilyen katalizátor például az 5% ruténiumot tartalmazó aktív szén vagy 1% platina alumínium-oxidon. A közönséges fémből készült katalizátorok – például a Raney-nikkel – jellemzően sokkal olcsóbbak, és hordozó sem szükséges hozzájuk. A laboratóriumban – magas áruk ellenére – még mindig használnak hordozó nélküli (nagy tömegű) nemesfém katalizátorokat – például platinakormot – is.
Mint a homogén katalizátoroknál is, az aktivitást a fém környezetének – a koordinációs szférának – a módosításával érik el. A kristályos heterogén katalizátorok különböző lapjai például különböző aktivitást mutatnak, ami például különböző fémek összekeverésével vagy más elkészítési eljárással módosítható. Hasonló módon a heterogén katalizátorok viselkedését is befolyásolja a hordozó.
Sok esetben – tapasztalati úton kikísérletezve – szelektív „mérgezéssel” módosítanak a katalizátoron. Gondosan megválasztott katalizátorral így elérhető, hogy a hidrogénezés csak bizonyos funkciós csoportokat redukáljon, másokat pedig ne: például hogy csak az alkénfunkció hidrogéneződjön, az aromás gyűrű maradjon érintetlenül, de ilyen az alkinek Lindlar-katalizátorral történő szelektív hidrogénezése is. Ha például palládium katalizátort bárium-szulfátra viszünk, majd azt kinolinnal kezeljük, akkor az így kapott katalizátor az alkineket csak alkénekig redukálja. A Lindlar-katalizátor segítségével fenilacetilénből sztirol állítható elő.

Példák hidrogénezési reakciókra
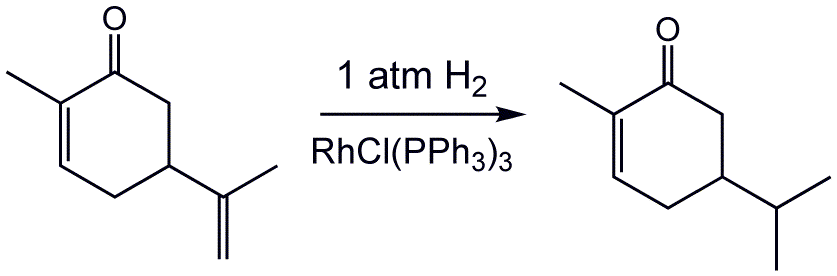
A karvon kevésbé gátolt alkéncsoportjának szelektív hidrogénezése homogén katalizátorral (Wilkinson-katalizátorral)
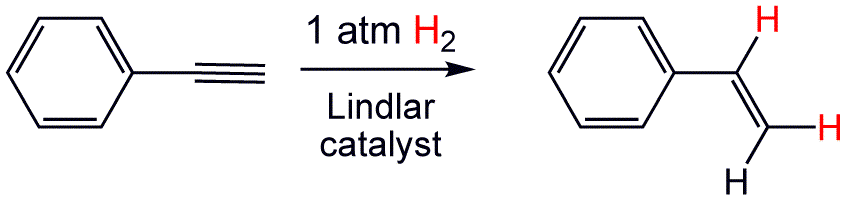
A fenilacetilén részleges hidrogénezése Lindlar-katalizátorral
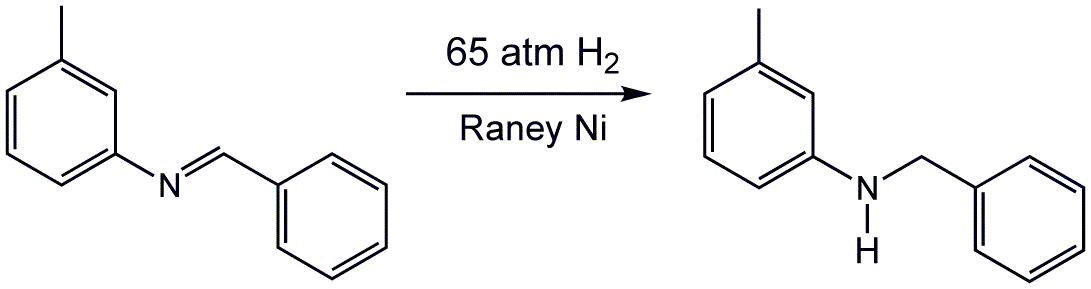
Imin hidrogénezése a gyakran használt Raney-nikkel heterogén katalizátorral
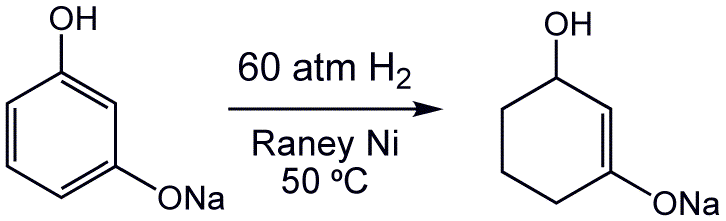
Rezorcin származék részleges hidrogénezése Raney-nikkel katalizátorral
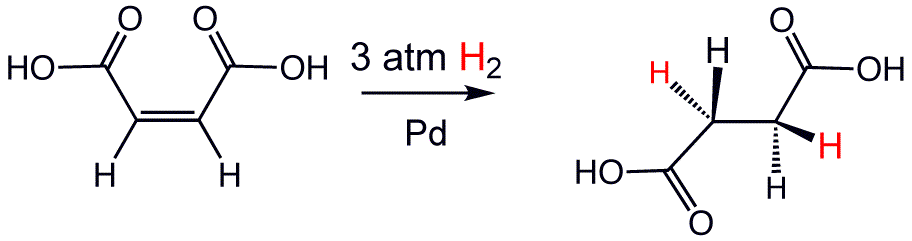
Borostyánkősav előállítása maleinsav hidrogénezésével

### Transzferhidrogénezés

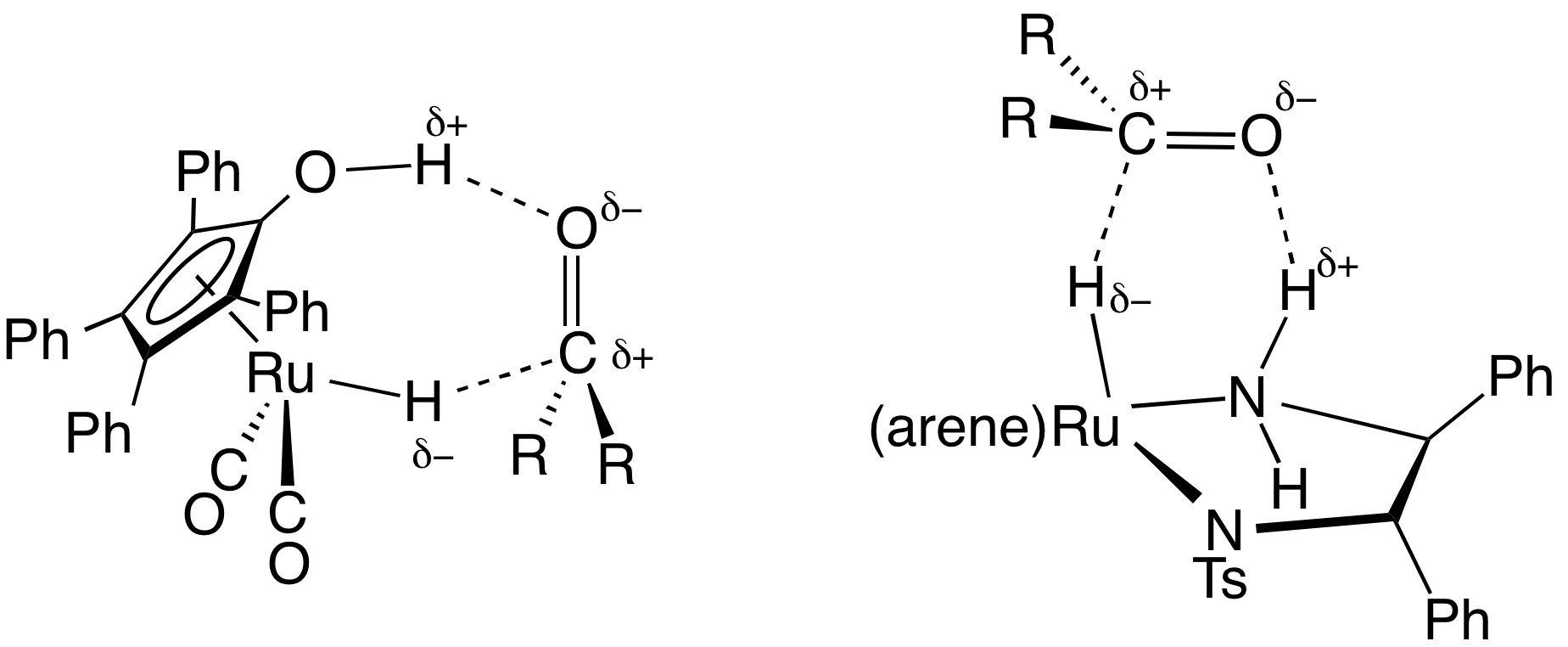
Két ruténium-hidrid komplexről karbonilvegyületre történő hidrogéntranszfer átmeneti állapota

A transzferhidrogénezés során H2 helyett más hidrogéndonor molekulát alkalmaznak. Ilyen – akár a reakció oldószereként is szolgáló – vegyület lehet a hidrazin, a dihidronaftalin, dihidroantracén, izopropanol és hangyasav.
A szerves kémiai szintézisekben a transzferhidrogénezés telítetlen poláris szubsztrátok, például ketonok, aldehidek és iminek aszimmetriás redukciójára használható. A poláris szubsztrátok, például a ketonok és aldehidek hidrogénezése jellemzően transzferhidrogénezéssel, vagy legalábbis homogén katalizátorokkal lehetséges. Ezeket a katalizátorokat könnyű előállítani királis formában, ami a ketonok aszimmetriás hidrogénezésének alapja.

### Elektrolitikus hidrogénezés
A poláros szubsztrátok, például a nitrilek protikus oldószerben elektrokémiai úton is hidrogénezhetők.

## Termodinamika és mechanizmus
A szénhidrogének kettős vagy hármas kötésére történő hidrogénaddíció olyan redoxireakció, amely termodinamikailag kedvező lehet. Az alkénekre történő hidrogénaddíció szabadentalpia-változása például −101 kJ·mol−1. A hidrogénezési reakciók többségénél azonban katalizátor hiányában a reakció sebessége elhanyagolhatóan kicsi. A hidrogénezés erősen exoterm folyamat. A növényi olajok (étolaj) és zsírsavak hidrogénezése során például mintegy 25 kcal/mol (105 kJ/mol) energia szabadul fel. Az alkének és alkinek fémkatalizált hidrogénezési reakcióinak mechanizmusát behatóan tanulmányozták. Először is, deutériumizotópos jelöléssel igazolták az addíciós reakció regiokémiáját:
RCH=CH2 + D2 → RCHDCH2D

### Heterogén katalízis
A szilárd felületen végbemenő reakciók elfogadott mechanizmusa a Horiuti-Polányi-féle mechanizmus:
1. A telítetlen kötés megkötődése a felületen, valamint a hidrogén disszociációja és katalizátorra kerülése atomos formában
2. Egy hidrogénatom addíciója – ez a lépés reverzibilis
3. A második atom addíciója – a hidrogénezés körülményei között ez gyakorlatilag irreverzibilis lépés

A második lépésben keletkező fémintermedier telített vegyület, amelyben a kötés mentén a csoportok egymáshoz képest elfordulhatnak, de a köztitermék el is bomolhat, és ezzel az alkén leválik a katalizátor felületéről. Ennek eredményeként a hidrogénező katalizátor szükségszerűen cisz-transz-izomerizációt okoz, mivel az izomerizáció termodinamikailag kedvező. Részleges hidrogénezéskor ez problémát jelent, de teljes hidrogénezéskor az izomerizáció során keletkező transz-alkén is végül telítődni fog.
Aromás vegyületek esetében az első kötés hidrogénezése a legnehezebb, ennek oka a stabilabb aromás rendszer megbontásához szükséges többletenergia. Ilyenkor ciklohexadién keletkezik, mely azonban nagyon reakcióképes és nem lehet elkülöníteni: ha a reakciókörülmények elég reduktívak ahhoz, hogy az aromás rendszert megszüntessék, akkor a molekula azonnal továbbredukálódik ciklohexénné. Normális körülmények között a ciklohexén is azonnal továbbalakul a teljesen telített ciklohexánná, azonban a katalizátor speciális módosításával el lehet érni, hogy a ciklohexén egy része megmaradjon, ha ez a kívánt termék.

### Homogén katalízis
Számos homogén hidrogénezési eljárásban a fém mindkét komponenshez kapcsolódik, így köztitermékként alkén-fém(H)2 komplex keletkezik. Az általános reakcióséma feltehetően a következő, vagy ehhez hasonló:
- a hidrogén oxidatív addícióval megkötődve dihidrid komplexet képez (a H2 oxidatív addíciója előtt dihidrogén komplex keletkezik):

LnM + H2 → LnMH2
- az alkén megkötése

LnM(η2H2) + CH2=CHR → Ln−1MH2(CH2=CHR) + L
- a fémről egy hidrogén vándorol a szénatomra (vándorlás és beékelődés):

Ln−1MH2(CH2=CHR) → Ln−1M(H)(CH2−CH2R)
- a második hidrogénatom vándorlása a fémről az alkilcsoportra, ezzel egyidejűleg az alkán disszociációja („reduktív elimináció”):

Ln−1M(H)(CH2−CH2R) → Ln−1M + CH3−CH2R

## Szervetlen szubsztrátok
A nitrogénből és hidrogénből történő ammóniagyártást nagy léptékben végzik a Haber–Bosch-eljárással, a becslések szerint erre a világ energiatermelésének 1%-át fordítják.
{\displaystyle {\ce {{\underset {nitrogen}{N{\equiv }N}}+{\underset {hidrogen \atop (200atm)}{3H2}}->[{\ce {Fe\ katalizator}}][350-550^{\circ }{\ce {C}}]{\underset {ammonia}{2NH3}}}}}
Az oxigén részleges hidrogénezésével hidrogén-peroxid állítható elő, ezt a folyamatot azonban nem használják kereskedelmi gyártásra.

## Ipari alkalmazások
A katalitikus hidrogénezésnek különböző ipari alkalmazásai vannak, ezekben a legtöbb esetben heterogén katalizátort alkalmaznak.

### Élelmiszeripar
A hidrogénezés legnagyobb léptékű alkalmazása a növényi olajok feldolgozása. A tipikus növényi olajok többszörösen telítetlen (több kettős kötést tartalmazó) zsírsavakból származnak. Ezek részleges hidrogénezésével a bennük található kettős kötések nagy része – de nem mindegyike – redukálódik. A hidrogénezés mértékét a hidrogén és a katalizátor mennyiségének, valamint a reakció hőmérsékletének és időtartamának korlátozásával szabályozzák.

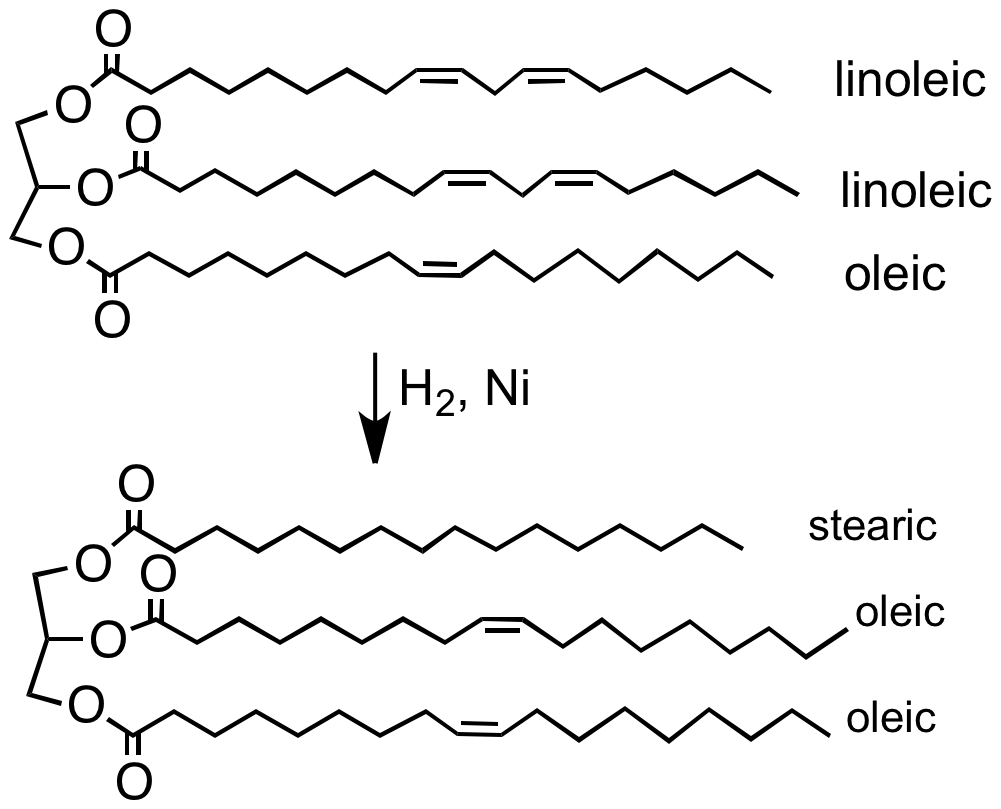
Jellemző növényi olajok részleges hidrogénezése a margaringyártás során. A folyamat során a C=C kettős kötések nagyrészt megszűnnek, ami a termék olvadáspontját megnöveli

A növényi olajok hidrogénezéssel szilárd vagy félszilárd zsírokká alakulnak, ilyenek vannak például a margariban. A zsírok telítettsége mértékének változásával néhány fontos fizikai jellemzőben, például az olvadási tartományban is változás áll be, emiatt szilárdulnak meg az olajok. A sütéshez előnyösebb a szilárd vagy félszilárd zsír, mert a kisütött terméknek jobb textúrát ad az, ahogy a zsír keveredik a liszttel. Mivel a részlegesen hidrgénezett növényi olaj olcsóbb, mint az állati eredetű zsír, konzisztenciáját tekintve széles választékban elérhető, és más előnyös tulajdonságai is vannak (stabilabb az oxidációval szemben és hosszabb ideig eláll), a sütőipari termékek nagy részében főként ezeket használják zsiradékként.
A részleges hidrogénezés egyik, az egészségre hatással levő következménye az, hogy a megmaradó telítetlen kötések izomerizációja miatt transz-izomerek keletkeznek, melyek növelik a szív- és érrendszeri megbetegedések kockázatát. A ciszből transz izomerré történő átalakulást segíti, hogy a transz konfiguráció energetikailag kedvezőbb. Egyensúlyban a transz/cisz izomerek aránya kb. 2:1. Számos ország és régió vezette be, hogy a címkén kötelező feltüntetni az élelmiszerek transz-zsírsav tartalmát, és javasolják a gyártóknak ezek mennyiségének csökkentését.

### Petrolkémiai ipar
A petrolkémiai folyamatok során az alkénekből és aromás vegyületekből hidrogénezéssel telített alkánokat (parafinnok) és cikloalkánokat (naftének) nyernek, melyek toxicitása és reakciókészsége is kisebb. A – néha hosszabb ideig levegőn tárolt – folyékony üzemanyagok szempontjából jelentős tényező, hogy a telített szénhidrogének eltarthatósága sokkal jobb, míg az alkének hajlamosok hidroperoxidokat képezni.

### Szerves kémia
A telítetlen vegyületek hidrogénezéssel telített származékokká alakíhatóak. Nemcsak alkének és alkinek, hanem aldehidek, iminek és nitrilek is telíthetők. ezekből a megfelelő alkoholok és aminok keletkeznek. Ily módon az alkénből és szén-monoxidból hidroformilezéssel nyerhető alkil-aldehidekből alkohol állítható elő, például az 1-propanolt az etilénből és szén-monoxidból nyert propionaldehidből állítják elő. A xilitet a xilóz nevű – aldehidcsoportot tartalmazó – cukor hidrogénezésével nyerik. Primer aminokat elő lehet állítani nitrilek hidrogénezésével, míg nitrilek könnyen szintetizálhatók cianid és megfelelő elektrofil reakciójával.

## A kezdetek

### Heterogén katalitikus hidrogénezés
Az első hidrogénezési reakció a hidrogén oxigénre történő, platina által katalizált addíciója volt a Döbereiner-féle gyújtókészülékben, melyet már 1823-ban forgalmaztak. A hidrogénezési eljárás atyjának Paul Sabatier francia kémikust tartják. 1897-ben, James F. Boyce amerikai kémikus korábbi munkáját követve felfedezte, hogy a nikkelnyomok katalizálják a hidrogén gázállapotú szénhidrogén-molekulákra történő addícióját, ezt ma Sabatier-folyamatnak (vagy Sabatier–Senderens-eljárásnak) nevezzük. Ezen munkásságáért 1912-ben megosztott kémiai Nobel-díjban részesült. 1902-ben Németországban, majd 1903-ban Nagy-Britanniában Wilhelm Normann szabadalmat kapott a folyékony olajok hidrogénezésére, ezzel elindítva egy ma már világméretű iparágat. Az ipari szempontból fontos, elsőként 1905-ben leírt Haber–Bosch-eljárás során a nitrogént hidrogénezik. Az 1922-en közölt Fischer–Tropsch-eljárás segítségével a kőszénből könnyen előállítható szén-monoxid hidrogénezésével folyékony üzemanyagok állíthatók elő.
1922-ben Voorhees és Adams leírt egy berendezést, amelyben légkörinél nagyobb nyomáson lehet hidrogénezést végezni.  1924-ben Murray Raney kifejlesztette a nagyon finomra porított nikkelt, melyet széles körben használnak a hidrogénezési reakciók, például a nitrilek aminná történő átalakítása vagy a margaringyártás katalizátoraként.

### Homogén katalitikus hidrogénezés
Az 1930-as években Calvin felfedezte, hogy a réz(II) komplexei oxidálják a H2-t. Az 1960-es években kifejlesztették a jól definiált, átmenetifém-komplexeket tartalmazó homogén katalitárokat, például a Wilkinson-katalitárt (RhCl(PPh3)3), majd nem sokkal ezt követően felismerték, hogy a kationos Rh és Ir katalizálják az alkének és karbonilok hidrogénezését. Az 1970-es években a levodopa szintézisében megvalósították az aszimmetriás hidrogénezést, az 1990-es években pedig feltalálták a Noyori aszimmetriás hidrogénezést. A homogén hidrogénezés fejlődésére hatással voltak azok a munkák, melyeket az 1930-as és 1940-es években kezdtek a hidroformilezés és a Ziegler–Natta-polimerizáció kapcsán.

## Fémmentes hidrogénezés
A gyakorlatban a hidrogénezéshez a legtöbb esetben fémkatalizátor szükséges. Néhány hidrogéndonor esetében azonban a hidrogénezés katalizátor nélkül is végbemegy, ilyen jellemző hidrogéndonorok a diimidek és az alumínium-izopropoxid – utóbbi például a Meerwein–Ponndorf–Verley-redukcióban használatos. Végeztek tudományos kutatásokat néhány fémmentes katalizátorrendszerrel, ezek egyike terc-butanol, kálium-terc-butoxid és nagyon magas hőmérséklet alkalmazásával ketonok redukciójára alkalmas. Az alábbi reakció a benzofenon hidrogénezését mutatja be:
A kinetikai vizsgálatok szerint a reakció mindhárom reaktánsra nézve elsőrendű, ami hattagú gyűrűs átmeneti állapotra enged következtetni.
Másik fémmentes hidrogénezési rendszer az 1 foszfin-borán vegyület, nevezik frusztrált Lewis-párnak is. Viszonylag alacsony hőmérsékleten reverzibilisen dihidrogént tud megkötni, ekkor 2 foszfónium-borát keletkezik, mellyel sztérikusan gátolt egyszerű imineket lehet redukálni.
Beszámoltak arról, hogy a nitrobenzol anilinné történő redukcióját fullerének és azok monoanionja katalizálja, légköri nyomású hidrogén és UV-fény jelenlétében

## A hidrogénezéshez használt berendezések
A laboratóriumi hidrogénezésnek három fő módszere van:
- légköri nyomáson végzett szakaszos hidrogénezés
- nagy hőmérsékleten és/vagy nyomáson végzett szakaszos hidrogénezés[36]
- folyamatos hidrogénezés

### Légköri nyomáson végzett szakaszos hidrogénezés
Ez az első, és még ma is gyakran használt hidrogénezési mód a laboratóriumi gyakorlatokon. Az oldott reaktánst tartalmazó, nitrogénnel vagy argonnal oxigénmentesített  gömblombikba szilárd katalizátort tesznek, majd áteresztő gumidugóval lezárják azt. A hidrogéngázt H2-vel töltött ballonból juttatják be. A lombik tartalmát kevertetik. A hidrogénfogyás mérhető – például színes folyadékot, többnyire réz-szulfát oldatot tartalmazó osztott csővel –, így követni lehet a hidrogénezési folyamat menetét.

### Nagy hőmérsékleten és/vagy nyomáson végzett szakaszos hidrogénezés
Mivel számos hidrogénezési reakció – például a védőcsoportok hidrogenolízise és az aromás rendszerek redukciója – légköri nyomáson és hőmérsékleten csak nagyon lassan megy végbe, elterjedtek a túlnyomásos rendszerek. Ezekben az esetekben a reaktáns nyomásálló tartályban lévő oldatához inert atmoszféra alatt adják hozzá a katalizátort. A hidrogént közvetlenül gázpalackból vagy laboratóriumi hidrogénforrásból nyerik, a nyomás alatt levő reakcióelegyet kevertetik. Melegítés is történhet, mivel a nyomás kompenzálja a gáz oldhatóságának csökkenését.

### Folyamatos hidrogénezés
A laboratóriumban kedvelt eljárássá vált a folyamatos hidrogénezés, és elterjedtsége az iparban is nő. Az eljárás alapja, hogy a reaktáns híg oldatát rögzített katalizátorágy felett folyamatosan áramoltatják hidrogén jelenlétében. HPLC-s pumpával a használható nyomástartomány a légköri nyomástól akár 100 bar-ig terjedhet. A hőmérséklet is növelhető. Laboratóriumi célra különböző előre töltött katalizátorok is elérhetők, így nem kell a piroforos katalizátorok kezelésével bajlódni.

### Ipari reaktorok
A katalitikus hidrogénezést hordozóra felvitt katalizátorral töltött folyamatos csőreaktorban végzik, jellemzően nagy hőmérsékleten és nyomáson, bár ez az alkalmazott katalizátortól is függ. A katalizátortöltet általában jóval kevesebb, mint a szakaszos laboratóriumi hidrogénezés esetében, és az aktivitás, szelektivitás és a katalizátor stabilitásának növelése céljából a fémhez különböző promotereket is adnak, vagy fémkeveréket használnak. Kis aktivitása ellenére általában nikkelt alkalmaznak, mivel a nemesfémekhez képest sokkal olcsóbb.
Mechanikusan kevert gáz-folyadék reaktorokat is használnak katalitikus hidrogénezésre.

## Fordítás
Ez a szócikk részben vagy egészben  a   Hydrogenation című angol Wikipédia-szócikk ezen változatának fordításán alapul.  Az eredeti cikk szerkesztőit annak laptörténete sorolja fel. Ez a jelzés csupán a megfogalmazás eredetét és a szerzői jogokat jelzi, nem szolgál a cikkben szereplő információk forrásmegjelöléseként.